# ジョアン・カルヴァーリョ
ジョアン・アントニオ・アントゥネス・カルヴァーリョ（João António Antunes Carvalho、1997年3月9日 - ）は、ポルトガル・カスタンヘイラ・デ・ペラ出身のサッカー選手。オリンピアコスFC所属。ポジションはMF。

## クラブ経歴
レイリア県のカスタンヘイラ・デ・ペラに生まれ、カルヴァーリョが8歳のときにSLベンフィカの下部組織に加入した。Bチームまでは順調にステップアップしたものの、トップチーム昇格はなかなか叶わず、2017年1月31日、ヴィトーリア・セトゥーバルにレンタル移籍した。
2018年6月14日、イングランドのノッティンガム・フォレストFCと5年契約を交わした。
2020年9月29日、セグンダ・ディビシオンのUDアルメリアにレンタル移籍。
2022年1月29日、オリンピアコスFCに完全移籍した。